# Provodov
Provodov (in tedesco Prowodow) è un comune della Repubblica Ceca facente parte del distretto di Zlín, nella regione di Zlín.